# Potisna cev z nadzvočnim zgorevanjem
Potisna cev z nadzvočnim zgorevanjem - Scramjet (supersonic combusting ramjet) je tip reaktivnega motorja. Podoben je ramjetu, le da zgorevanje poteka v nadzvočnem zračnem toku. Pri ramjetu in scramjetu se zrak kompresira zaradi nabojnega efekta ("ram"), ko se zrakoplov premika v veliko hitrostjo skozi okoliški zrak. Scramjeti imajo največjčjo hitrost med Mach 12 (9.100 mph; 15.000 km/h) in Mach 24 (18.000 mph; 29.000 km/h) - primerljivo z raketnimi motorji. Prednost Scramjeta pred raketnimi motorji je, da lahko uporablja okoliški zrak kot oksidator. Imajo pa Scramjeti nizko razmerje potisk/teža in ne more delovati v vakuumu (ker potrebuje zrak za zgorevanje). Specifični impulz scramjeta je okrog 1000-4000 sekund, pri raketnih motorjih pa največ okrog 450 sekund. 
Scramjet ima tri glavne dele: konvergentni vstopnik, kjer se zrak kompresira, zgorevalno komoro in divergento izpušno šobo, ki ustavarja potisk. Scramjet za razliko od turboreaktivnih in turboventilatorskih motorjev nima gibljivih delov in je bolj preprost za izdelavo. Princip delovanje je v teoriji sorazmerno preprost, v praksi pa precej težji. Scramjet začne operativno delovati pri hitrosti okrog 4 Macha, zato je potreben drug način pogona, ki ga pospeši do te hitrosti. 